# Saverio Mercadante
Giuseppe Saverio Raffaele Mercadante (Altamura, 17 settembre 1795 – Napoli, 17 dicembre 1870) è stato un compositore italiano.

## Biografia

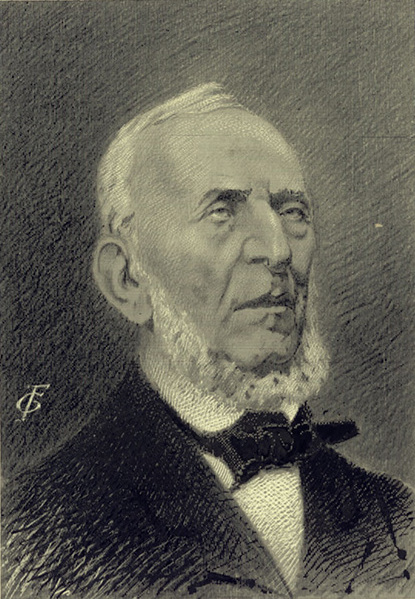
Ritratto di Saverio Mercadante, compositore (1836-1870).

Non si conosce la data di nascita esatta di Saverio Mercadante. Secondo alcune fonti, sarebbe nato ad Altamura il 17 settembre 1795, mentre secondo altre sarebbe nato a Napoli il 26 giugno 1797. È stato ipotizzato che, durante la Rivoluzione altamurana (1799), il piccolo Saverio fosse ad Altamura e che fosse sfuggito alla morte grazie alla madre che, durante il saccheggio della città, si dette provvidenzialmente alla fuga.

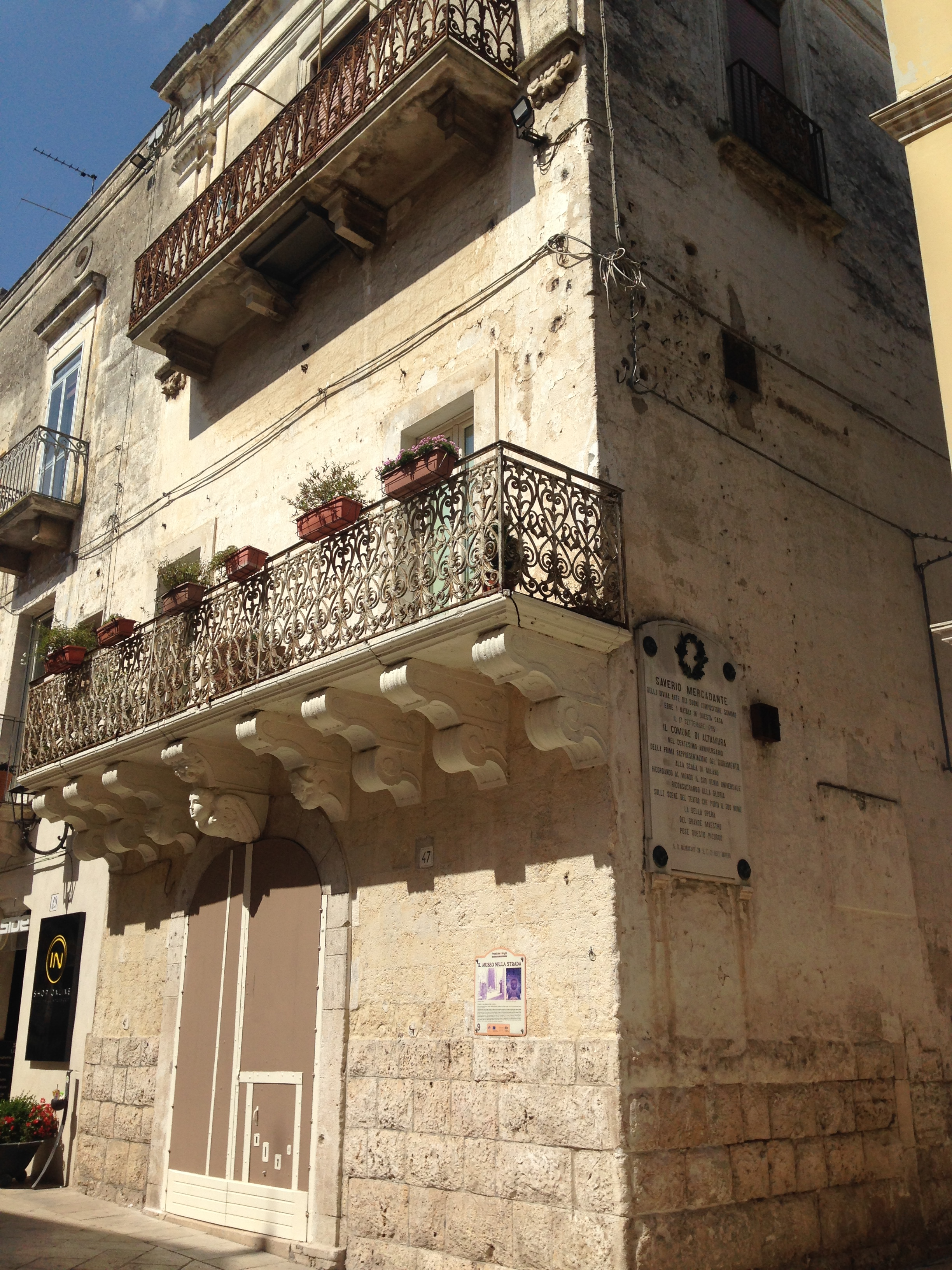
Casa natale di Saverio Mercadante, situata su corso Federico II di Svevia, ad Altamura; la targa in marmo è del 1937.

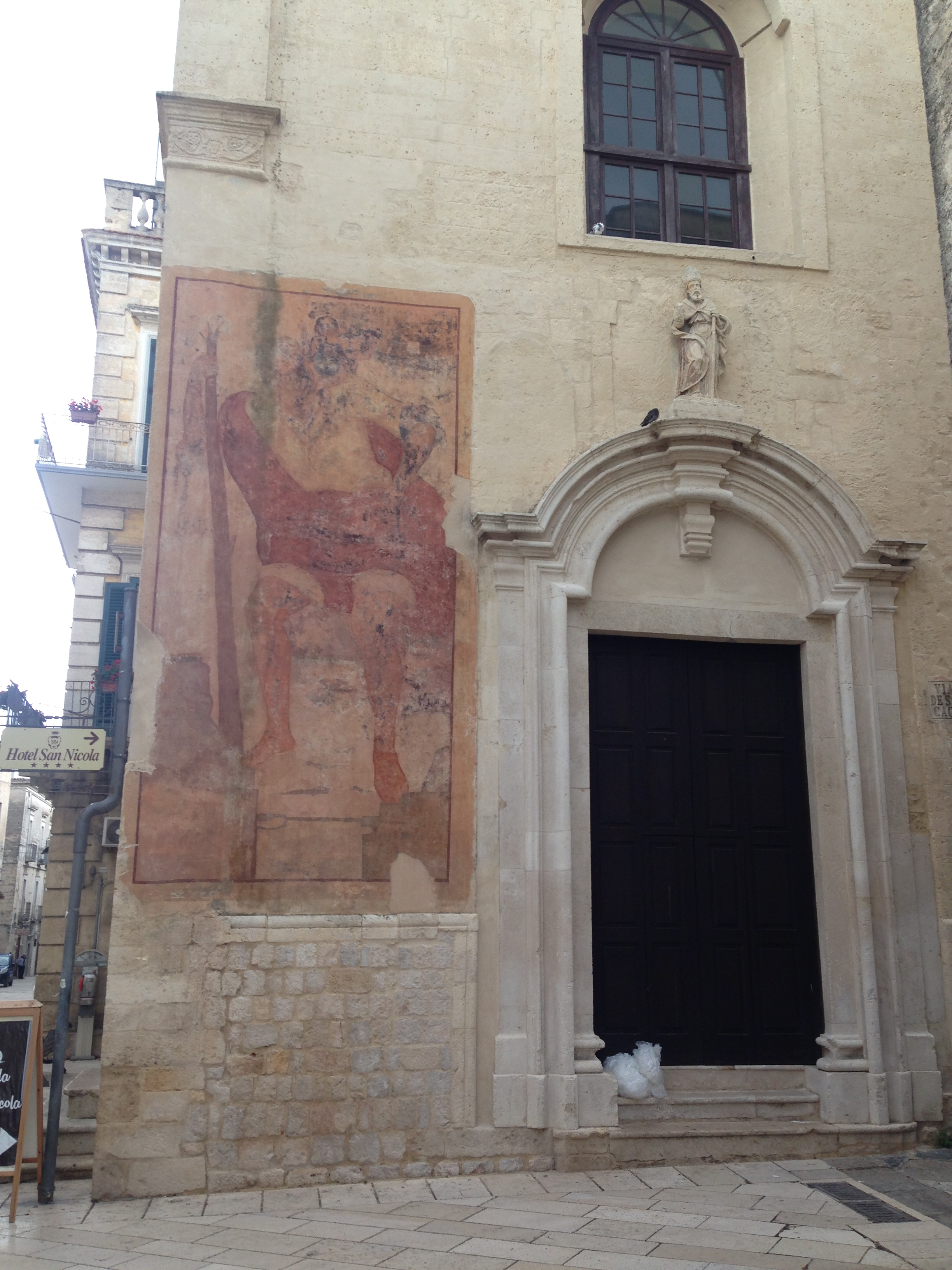
La cappella di san Biagio, ad Altamura, adiacente alla sua casa natale. Sulle scalinate di questa chiesa il piccolo Saverio Mercadante "zufolava".

Apprese dal suo fratellastro Giacinto Mercadante i rudimenti e la passione per la musica. Inoltre fu allievo di Giovanni Furno, Giacomo Tritto e Nicola Antonio Zingarelli a Napoli, dove ebbe come condiscepoli Vincenzo Bellini ed il musicista patriota Piero Maroncelli. Successivamente fu maestro di composizione di Virginia Gabriel. Qui esordì come compositore teatrale nel 1819, a ventiquattro anni, con L'apoteosi d'Ercole. Si affermò due anni dopo, nel 1821, alla Scala di Milano con Elisa e Claudio e, successivamente, le sue opere furono rappresentate nei maggiori centri italiani ed europei, in particolare a Vienna. Dopo aver soggiornato, dal 1827 al 1829, in Spagna e Portogallo, fu nominato, nel 1833, maestro di cappella presso la cattedrale di Novara per sei anni; in Corso Mazzini al n°23 è posta una targa a ricordo del periodo trascorso a Novara. Nel 1832 sposa Sofia Gambaro, una giovane vedova genovese con tre figli, dalla quale ebbe altri tre figli: Serafina, Osvino e Saverio. Nel 1836, su invito di Rossini, si recò a Parigi dove, presso il Théâtre Italien, fece rappresentare l'opera I briganti. Per trent'anni, dal 1840 fino alla morte avvenuta nel 1870, diresse il conservatorio di Napoli. In piazza Mercadante a Napoli (Corso Vittorio Emanuele), al centro dei giardini, c'è la statua che lo raffigura.

## Stile
Tratti caratteristici dello stile operistico di Mercadante, al quale non fu estraneo l'influsso di Rossini, sono la particolare elaborazione del linguaggio armonico, l'interessante e nuova tecnica di orchestrazione, la spiccata evidenza drammatica dei personaggi, per molti versi anticipatrice del teatro di Verdi. Fu quindi musicista elegante e misurato, dotato di un limpido talento melodico, e la conoscenza di Meyerbeer, durante il viaggio a Parigi, lo spinse a modificare il proprio impianto compositivo ed a progettare una riforma dell'opera italiana, cercando di variare maggiormente i numeri musicali e di arricchire la propria tavolozza orchestrale, per ottenere una migliore efficacia del dramma. Mercadante seppe affrontare il difficile passaggio tra l'eredità rossiniana (e pre-rossiniana) e il nuovo scenario che avanzava; d'altra parte, essendo rimasto lontano dalle aspirazioni risorgimentali e fedele al pubblico napoletano, perseverò nel trattare la voce come l'erede del bel canto: negli anni napoletani infatti Mercadante appare caratterizzato da una prevalente inclinazione retrospettiva, neoclassicheggiante, con un ritorno all’eredità dell’opera seria e degli influssi gluckiani. 
Anche le sue composizioni strumentali (tra cui il concerto per flauto traverso n. 2 op. 57, scritto nel 1814) denotano sapienza di scrittura unita a brio e scorrevolezza.

## Composizioni
Fu autore molto prolifico; alla sua produzione appartengono oltre sessanta opere teatrali, tra le quali emergono La testa di bronzo (1827), Il giuramento (opera) (1837), Il bravo (1839), La Vestale (1840), Orazi e Curiazi (1846) e Virginia (Mercadante) (1866). Compose, inoltre, quattro balletti, sinfonie commemorative dedicate a Bellini, Donizetti, Rossini e Pacini, composizioni per orchestra, cantate, inni, musica sacra e da camera.

### Opere
| Titolo                                                                                   | Genere                | Atti               | Libretto                                  | Première          | Città, teatro                                              | Note |
| ---------------------------------------------------------------------------------------- | --------------------- | ------------------ | ----------------------------------------- | ----------------- | ---------------------------------------------------------- | --- |
| L'apoteosi d'Ercole                                                                      | dramma per musica     | 2 atti             | Giovanni Schmidt                          | 19 agosto 1819    | Napoli, Teatro San Carlo                                   | |
| Violenza e costanza, ossia I falsi monetari                                              | dramma per musica     | 2 atti             | Andrea Leone Tottola                      | 19 gennaio 1820   | Napoli, Teatro Nuovo                                       | Revisione: Il castello dei spiriti: Lisbona, Teatro privato dei Baroni Quintella a Laranjeiras, 14 marzo 1825                                                         |
| Anacreonte in Samo                                                                       | dramma per musica     | 2 atti             | Giovanni Schmidt                          | 1º agosto 1820    | Napoli, Teatro San Carlo                                   | Da Anacréon chez Polycrate di Jean Henri Guy |
| Il geloso ravveduto                                                                      | melodramma buffo      | 2 atti             | Bartolomeo Signorini                      | ottobre 1820      | Roma, Teatro Valle                                         | |
| Scipione in Cartagine                                                                    | melodramma serio      | 2 atti             | Jacopo Ferretti                           | 26 dicembre 1820  | Roma, Teatro Argentina                                     | |
| Maria Stuarda, regina di Scozia                                                          | dramma serio          | 2 atti             | Gaetano Rossi                             | 29 maggio 1821    | Bologna, Teatro Comunale                                   | |
| Elisa e Claudio, ossia L'amore protetto dall'amicizia                                    | melodramma semiserio  | 2 atti             | Luigi Romanelli                           | 30 ottobre 1821   | Milano, Teatro alla Scala                                  | Da Rosella, ossia Amore e crudeltà di Filippo Casari |
| Andronico                                                                                | melodramma tragico    | 2 atti             | Giovanni Kreglianovich (Dalmiro Tindario) | 26 dicembre 1821  | Venezia, Teatro La Fenice                                  | |
| Il posto abbandonato, ossia Adele ed Emerico                                             | melodramma semiserio  | 2 atti             | Felice Romani                             | 21 settembre 1822 | Milano, Teatro alla Scala                                  | |
| Amleto                                                                                   | melodramma tragico    | 2 atti             | Felice Romani                             | 26 dicembre 1822  | Milano, Teatro alla Scala                                  | Da Shakespeare |
| Alfonso ed Elisa                                                                         | melodramma serio      | 2 atti             |                                           | 26 dicembre 1822  | Mantova, Teatro Nuovo                                      | Da Filippo di Alfieri Revisione: Aminta ed Argira: Reggio Emilia, Teatro Pubblico, 23 aprile 1823                                                                     |
| Didone abbandonata                                                                       | dramma per musica     | 2 atti             | Andrea Leone Tottola                      | 18 gennaio 1823   | Torino, Teatro Regio                                       | Da Metastasio |
| Gli sciti                                                                                | dramma per musica     | 2 atti             | Andrea Leone Tottola                      | 18 marzo 1823     | Napoli, Teatro San Carlo                                   | Da Les scythes di Voltaire |
| Costanzo ed Almeriska                                                                    | dramma per musica     | 2 atti             | Andrea Leone Tottola                      | 22 novembre 1823  | Napoli, Teatro San Carlo                                   | |
| Gli amici di Siracusa                                                                    | melodramma eroico     | 2 atti             | Jacopo Ferretti                           | 7 febbraio 1824   | Roma, Teatro Argentina                                     | Da Plutarco |
| Doralice                                                                                 | melodramma            | 2 atti             |                                           | 18 settembre 1824 | Vienna, Kärntnertortheater                                 | |
| Le nozze di Telemaco ed Antiope                                                          | azione lirica         | 7 atti             | Calisto Bassi                             | 5 novembre 1824   | Vienna, Kärntnertortheater                                 | Pasticcio, con musiche di altri autori |
| Il podestà di Burgos, ossia Il signore del villaggio                                     | melodramma giocoso    | 2 atti             | Calisto Bassi                             | 20 novembre 1824  | Vienna, Kärntnertortheater                                 | Col titolo Il signore del villaggio: Napoli, Teatro del Fondo, 28 maggio 1825 (in dialetto napoletano) Col titolo Eduardo ed Angelica: Napoli, Teatro del Fondo, 1828 |
| Nitocri                                                                                  | dramma per musica     | 2 atti             | Lodovico Piossasco Feys                   | 26 dicembre 1824  | Torino, Teatro Regio                                       | Con recitativi di Apostolo Zeno |
| Ipermestra                                                                               | dramma tragico        | 2 atti             | Luigi Ricciuti                            | 29 dicembre 1825  | Napoli, Teatro San Carlo                                   | Da Eschilo |
| Erode, ossia Marianna                                                                    | dramma tragico        | 2 atti             | Luigi Ricciuti                            | 12 dicembre 1824  | Venezia, Teatro La Fenice                                  | Da Voltaire |
| Caritea regina di Spagna, ossia La morte di Don Alfonso re di Portogallo (Donna Caritea) | melodramma serio      | 2 atti             | Paolo Pola                                | 21 febbraio 1826  | Venezia, Teatro La Fenice                                  | |
| Ezio                                                                                     | dramma per musica     | 2 atti             | Pietro Metastasio                         | 2 febbraio 1827   | Torino, Teatro Regio                                       | |
| Il montanaro                                                                             | melodramma comico     | 2 atti             | Felice Romani                             | 16 aprile 1827    | Milano, Teatro alla Scala                                  | Da August Lafontaine |
| La testa di bronzo, ossia La capanna solitaria                                           | melodramma eroicomico | 2 atti             | Felice Romani                             | 3 dicembre 1827   | Lisbona, Teatro privato dei Baroni Quintella a Laranjeiras | |
| Adriano in Siria                                                                         | dramma eroico         | 2 atti             | Pietro Metastasio                         | 24 febbraio 1828  | Lisbona, Teatro de São Carlos                              | |
| Gabriella di Vergy                                                                       | dramma tragico        | 2 atti             | Antonio Profumo                           | 8 agosto 1828     | Lisbona, Teatro de São Carlos                              | Da Gabrielle de Vergy di Dormont de Belloy Revisione con testi di Emanuele Bidera: Genova, Teatro Carlo Felice, 16 giugno 1832                                        |
| La rappresaglia                                                                          | melodramma buffo      | 2 atti             | Cesare Sterbini                           | 21 febbraio 1829  | Cadiz, Teatro Principal                                    | |
| Don Chisciotte alle nozze di Gamaccio                                                    | melodramma giocoso    | 1 atto             | Stefano Ferrero                           | 10 febbraio 1830  | Cadiz, Teatro Principal                                    | Da Cervantes |
| Francesca da Rimini                                                                      | melodramma            | 2 atti             | Felice Romani                             | 30 luglio 2016    | Martina Franca, Festival della Valle d'Itria               | Prima rappresentazione mondiale postuma |
| Zaira                                                                                    | melodramma tragico    | 2 atti             | Felice Romani                             | 31 agosto 1831    | Napoli, Teatro San Carlo                                   | Da Voltaire |
| I normanni a Parigi                                                                      | tragedia lirica       | 4 atti             | Felice Romani                             | 7 febbraio 1832   | Torino, Teatro Regio                                       | |
| Ismalia, ossia Amore e morte                                                             | melodramma            | 3 atti             | Felice Romani                             | 27 ottobre 1832   | Milano, Teatro alla Scala                                  | |
| Il conte di Essex                                                                        | melodramma            | 3 atti             | Felice Romani                             | 10 marzo 1833     | Milano, Teatro alla Scala                                  | |
| Emma d'Antiochia                                                                         | tragedia lirica       | 3 atti             | Felice Romani                             | 8 marzo 1834      | Venezia, Teatro La Fenice                                  | Libretto di Felice Romani |
| Uggero il danese                                                                         | melodramma            | 4 atti             | Felice Romani                             | 11 agosto 1834    | Bergamo, Teatro Riccardi                                   | |
| La gioventù di Enrico V                                                                  | melodramma            | 4 atti             | Felice Romani                             | 25 novembre 1834  | Milano, Teatro alla Scala                                  | In parte da Shakespeare |
| I due Figaro                                                                             | melodramma buffo      | 2 atti             | Felice Romani                             | 26 gennaio 1835   | Madrid, Teatro Principe                                    | Da Les deux Figaro di Honoré-Antoine Richaud Martelly Composizione: 1826                                                                                              |
| Francesca Donato, ossia Corinto distrutta                                                | melodramma            | 3 atti             | Felice Romani                             | 14 febbraio 1835  | Torino, Teatro Regio                                       | Da Byron Revisione con testi di Salvatore Cammarano: Teatro San Carlo, Napoli, 5 gennaio 1845                                                                         |
| I briganti                                                                               | melodramma            | 3 atti             | Jacopo Crescini                           | 22 marzo 1836     | Parigi, Théâtre Italien                                    | Da Die Räuber di Schiller Revisione: Milano, Teatro alla Scala, 6 novembre 1837                                                                                       |
| Il giuramento                                                                            | melodramma            | 3 atti             | Gaetano Rossi                             | 11 marzo 1837     | Milano, Teatro alla Scala                                  | Col titolo Amore e dovere: Roma, 1839 |
| Le due illustri rivali                                                                   | melodramma            | 3 atti             | Gaetano Rossi                             | 10 marzo 1838     | Venezia, Teatro La Fenice                                  | Revisione: Milano, Teatro alla Scala, 26 dicembre 1839 |
| Elena da Feltre                                                                          | dramma tragico        | 3 atti             | Salvatore Cammarano                       | 1º gennaio 1839   | Napoli, Teatro San Carlo                                   | Completata nell'autunno del 1837 |
| Il bravo, ossia La veneziana                                                             | melodramma            | 3 atti             | Gaetano Rossi Marco Marcelliano Marcello  | 9 marzo 1839      | Milano, Teatro alla Scala                                  | Da La vénitienne di Auguste Anicet-Bourgeois e The Bravo, a tale di James Fenimore Cooper                                                                             |
| La Vestale                                                                               | tragedia lirica       | 3 atti             | Salvatore Cammarano                       | 10 marzo 1840     | Napoli, Teatro San Carlo                                   | Col titolo Emilia: Roma, autunno 1842 Col titolo San Camillo: Roma, 1851                                                                                              |
| La solitaria delle Asturie, ossia La Spagna ricuperata                                   | melodramma            | 5 atti             | Felice Romani                             | 12 marzo 1840     | Venezia, Teatro La Fenice                                  | |
| Il proscritto                                                                            | melodramma tragico    | 3 atti             | Salvatore Cammarano                       | 4 gennaio 1842    | Napoli, Teatro San Carlo                                   | Da Le proscrit di F. Soulié |
| Il reggente                                                                              | dramma lirico         | 3 atti             | Salvatore Cammarano                       | 2 febbraio 1843   | Torino, Teatro Regio                                       | Da Gustave III ou Le bal masqué di Eugène Scribe Revisione (con aggiunte): Trieste, 11 novembre 1843                                                                  |
| Leonora                                                                                  | melodramma            | 4 atti             | Marco D'Arienzo                           | 5 dicembre 1844   | Napoli, Teatro Nuovo                                       | Da Lenore di Gottfried August Bürger Arrangiamento: I cacciatori delle Alpi, Mantova, 1859                                                                            |
| Il Vascello de Gama                                                                      | melodramma romantico  | 1 prologo e 3 atti | Salvatore Cammarano                       | 6 marzo 1845      | Napoli, Teatro San Carlo                                   | Da Le naufrage de la Meduse di Charles-Henry-Étienne-Edmond Desnoyers de Biéville                                                                                     |
| Orazi e Curiazi                                                                          | tragedia lirica       | 3 atti             | Salvatore Cammarano                       | 10 novembre 1846  | Napoli, Teatro San Carlo                                   | Da Horace di Pierre Corneille |
| La schiava saracena, ovvero Il campo dei crociati                                        | melodramma tragico    | 4 atti             | Francesco Maria Piave                     | 26 dicembre 1848  | Milano, Teatro alla Scala                                  | Revisione: Teatro San Carlo, Napoli, 29 ottobre 1850 |
| Medea                                                                                    | tragedia lirica       | 3 atti             | Salvatore Cammarano Felice Romani         | 1º marzo 1851     | Napoli, Teatro San Carlo                                   | |
| Statira                                                                                  | tragedia lirica       | 3 atti             | Domenico Bolognese                        | 8 gennaio 1853    | Napoli, Teatro San Carlo                                   | Da Olympie di Voltaire |
| Violetta                                                                                 | melodramma            | 4 atti             | Marco D'Arienzo                           | 10 gennaio 1853   | Napoli, Teatro Nuovo                                       | |
| Pelagio                                                                                  | tragedia lirica       | 4 atti             | Marco D'Arienzo                           | 12 febbraio 1857  | Napoli, Teatro San Carlo                                   | |
| Virginia                                                                                 | tragedia lirica       | 3 atti             | Salvatore Cammarano                       | 7 aprile 1866     | Napoli, Teatro San Carlo                                   | Da Alfieri Composizione: dicembre 1849-marzo 1850 |
| L'orfano di Brono, ossia Caterina dei Medici (Caterina di Brono)                         | melodramma            | 3 atti             | Salvatore Cammarano                       |                   |                                                            | Incompiuta, solo il primo atto. Composta nel 1869/1870 |

### Balletti
- Il servo balordo o La disperazione di Gilotto (coreografia di Salvatore Taglioni), Napoli, Teatro San Carlo, 1º febbraio 1818
- Il califfo generoso (coreografia di A. Vestris), Napoli, Teatro del Fondo, primavera 1818
- Il flauto incantato o Le convulsioni musicali (coreografia di Salvatore Taglioni), Napoli, Teatro San Carlo, 19 novembre 1818; revisione: Milano, Teatro alla Scala, 12 gennaio 1828
- I portoghesi nelle Indie o La conquista di Malacca (coreografia di Salvatore Taglioni), Napoli, Teatro San Carlo, 30 maggio 1819

### Altro
- Il canto dei Corsari, terzetto per due tenori, basso e pianoforte - marzo 1844

## Citazioni letterarie
James Joyce, in gioventù apprezzato tenore e sempre appassionato di musica classica (ma anche popolare e leggera), aveva una notevole ammirazione per Mercadante, se è vero che nell'Ulisse lo fa citare cinque volte da Leopold Bloom, sia pure in maniera quasi sempre sbagliata, come è tipico del pasticcione Bloom.
(James Joyce, Ulysses)